# Карвацький Дмитро Віталійович
Дмитро́ Віта́лійович Карва́цький — лейтенант Збройних сил України.

## Життєпис
Закінчив Солобковецьку школу.
Навчався на історичному факультеті Кам'янець-Подільського національного університету. Потім на військовій кафедрі при військово-інженерному інституті.
Працював вчителем історії Солобковецької загальноосвітньої школи І—ІІІ ступенів.
У січні 2015 року Дмитра мобілізували, перебував у Станиці Луганській та Кримському як командир інженерно-технічної роти.
У травні 2015 року зазнав поранення та тривалий час лікувався.
Наразі Дмитро повернувся до роботи вчителя.

## Нагороди
За особисту мужність і високий професіоналізм, виявлені у захисті державного суверенітету та територіальної цілісності України, вірність військовій присязі нагороджений орденом Богдана Хмельницького III ступеня (6.1.2016).